# Роджерс, Рой (блюзмен)
Рой Роджерс (англ. Roy Rogers); 28 июля 1950, Реддинг, Калифорния, США — американский блюзовый певец, гитарист, автор песен, продюсер. Двукратный номинант Грэмми в номинациях «Лучшая запись традиционного блюза» (1990), «Лучшее инструментальное кантри-исполнение» (1991). Номинант Blues Music Awards в номинации «Блюзовый гитарист» (2003, 2005). Наиболее известен своей слайд-игрой.

## Биография
Рой Роджерс родился в Калифорнии в 1950 году, имя получил в честь актёра Роя Роджерса. Рос в Вальехо, начал играть на гитаре в возрасте 12 лет, в 13 лет он уже играл в местной R&B группе, исполнявшей  мелодии Литтл Ричарда и Чака Берри. В 15 лет был очарован записями блюза, особенно Роберта Джонсона. Наибольшее влияние на творчество Роджерса оказал Би Би Кинг: «Мне нравятся все три Кинга — Би Би, Фредди и Альберт, — но что касается игры, то для меня это всегда был Би Би», а в области слайд-гитары Роджерс ставит на первое место Роберта Джонсона и на второе Элмора Джеймса и Мадди Уотерса.
В старшей школе Роджерс создал собственную блюзовую группу. Затем он окончил колледж Хейворд-Стейт, где получил степень по истории. В это время он играл на Западном побережье более 10 лет в разных группах, имея лишь локальную известность. В 1975 году объединился с харпером Дэвидом Бёрджином («Это был дуэт губной гармошки и слайд-гитары в стиле Сонни Терри и Брауни Макги»), и в составе дуэта впервые записался в 1978 году, выпустив совместный альбом. Кроме того дуэт отметился участием в записи саундтрека к культовому фильму «Пролетая над гнездом кукушки»
. Впоследствии в 1990 году Роджерс участвовал вместе с такими музыкантами как Майлз Дэвис, Джон Ли Хукер и Тадж Махал в записи саундтрека к фильму «Игра с огнём», песня из которого «Coming to Town» в 1990 году претендовала на Грэмми. 
В 1980 году создал группу The Delta Rhythm Kings, которая выступает и записывается по сей день. Следующая его запись после записи с Бёрджином, вышла в 1982 году во Франции на сборнике в составе проекта San Francisco Blues Festival In Europe Again. В том же году Роджерс стал участником группы Джона Ли Хукера Coast to Coast Band, и лишь тогда оставил дневную работу на верфи. Кроме того, что Роджерс до 1986 года был гитаристом группы, он также был продюсером четырёх альбомов Джона Ли Хукера: альбома The Healer 1989 года, удостоенного премии «Грэмми», Mr. Lucky, Boom Boom и Chill Out, а также музыкальным руководителем и менеджером. Он также выступил продюсером двух номинированных на премию «Грэмми» альбомов кантри-музыканта Джека Эллиота под названием Friends of Mine (1999) и A Long Ride (2000). Роджерс также соавтор песни «Gnawnin' On It», которая была номинирована на «Лучший женский рок-вокал» в исполнении Бонни Рэйтт.
Свой первый сольный альбом Роджерс Chops Not Chaps выпустил в 1985 году на собственном одноимённом лейбле, и с тех пор до 2015 года регулярно выпускал новые альбомы. На втором альбоме Slidewinder в качестве гостей записались Джон Ли Хукер и Аллан Туссен. В 1991 году песня «Song for Jessica» из совместного с харпером Нортоном Буффало альбома R&B   претендовала на Грэмми. На церемонии вручения премии Рой Роджерс познакомился с человеком в честь которого он был назван — актёром Роем Роджерсом, который на этой церемонии также номинировался в номинации «Лучшая вокальная коллаборация в кантри»
В 2003 году альбом Роджерса Slideways достиг 3-го места в чарте Billboard «Лучшие блюзовые альбомы» и в том же году Роджерс был номинирован на премию Blues Music Award в категории «Лучший блюзовый гитарист» от Blues Foundation. Split Decision также попал в чарт в 2009 году. Во второй половине 1990-х записал несколько альбомов с Сэмми Хагаром, бывшим фронтменом хэви-метал группы Van Halen, а в конце 2008 начал сотрудничество с бывшим клавишником The Doors Рэем Манзареком и записал с ним три альбома. На протяжении долгих лет поддерживает дружбу с Бонни Рэйтт, часто записывается и гастролирует с ней.
Роджерс гастролировал по всему миру, выступая на самых престижных фестивалях, включая джазовый фестиваль в Монтрё, фестиваль в Новом Орлеане, North Sea Jazz Festival в Голландии. Выступал или записывался с самыми разными артистами, в их числе например Карлос Сантана, Линда Ронстадт, Зуккеро, Элвин Бишоп, Стив Миллер, Джон Хэммонд, Мария Малдор, Томми Кастро, Canned Heat, Лефти Дизз. 
В коллекции Роджерса различные гитары: от National Steel 1931 года выпуск до Les Paul Jr., но Роджерс сказал, что: «Думаю, если бы мне пришлось играть только на одной гитаре, это был бы, безусловно, Martin со звукоснимателем DeArmond, потому что именно по этому звуку я больше всего известен». У публики музыкант ассоциируется с двухгрифовой гитарой, основанной на Gibson 125. Для выступлений он настраивает один гриф стандартно, а другой — в открытом строе. 
Rolling Stone: «Один из немногих героев-гитаристов, который ценит чувства больше, чем показную мишуру».
All Music Guide: «Рой Роджерс — современный мастер слайд-гитары. Его универсальность в этой технике просто поразительна».
Guitar Player: «Это не слайд на мизинце Роя Роджерса, это машина времени. С её помощью Роджерс переносит вас в прошлое и будущее дельты Миссисипи».
«…он привнес свой слайд-гитарный стиль с элементами блюза во множество мест: от латиноамериканской музыки со своим сторонним проектом StringShot до рок-музыки Сэмми Хагара, бывшего клавишника The Doors Рэя Манзарека и работы с легендарным Джоном Ли Хукером».

## Дискография
- Rogers And Burgin: A Foot In The Door (1978, Waterhouse Records)
- Chops Not Chaps  (1985, Chops Not Chaps)
- Slidewinder (1988, Blind Pig Records)
- Blues on the Range (1989, Blind Pig Records)
- Roy Rogers & Norton Buffalo — R&B (1991, Blind Pig Records)
- Roy Rogers & Norton Buffalo — Travellin' Tracks  (1992, Blind Pig Records)
- Slidewinder (1992, Blind Pig Records)
- Slide of Hand (1993, Liberty Records)
- Slide Zone (1994, Capitol Records)
- Rhythm & Groove (1996, Pointblank Records)
- Pleasure + Pain  (1998, Pointblank Records)
- Roy Rogers + Shana Morrison  — Everybody's Angel (1999, Roshan)
- Slideways (2002, Evidence)
- Norton Buffalo & Roy Rogers  — Roots of Our Nature (2002, Blind Pig Records)
- Live! At The Sierra Nevada Brewery Big Room (2004, Chops Not Chaps)
- Slide Guitar For Rock & Blues (2005, Chops Not Chaps)
- Reidar Larsen & Roy Rogers  —  Crossing (2006, Chops Not Chaps)
- The Best of Two – Slide Zone and Slide of Hand (2007, Chops Not Chaps)
- Ray Manzarek, Roy Rogers   —  'Ballads Before The Rain (2008, Friday Music)
- Split Decision (2009, Blind Pig Records)
- Ray Manzarek, Roy Rogers   — Translucent Blues (2011, Blind Pig Records)
- Ray Manzarek, Roy Rogers   — Twisted Tales (2013, Chops Not Chaps)
- Into The Wild Blue (2015, Chops Not Chaps)